# Llista de comtes de Cerdanya
Llista cronològica dels comtes regnants del comtat de Cerdanya des de la seva creació el 798 fins a la seva integració definitiva a la Corona d'Aragó el 1375.

## Comtes de Cerdanya d'arrel hispano-goda
- 798-820: Borrell I, comte d'Urgell i comte d'Osona

## Comtes de Cerdanya d'arrel aragonesa
- 820-824: Asnar I Galí, comte d'Urgell
- 824-834: Galí I Asnar, comte d'Urgell, fill de l'anterior

## Comtes de Cerdanya delcasal de Barcelona(primera branca)
- 834-848: Sunifred I, comte de Barcelona, fill de Bel·ló de Carcassona
- 848-869: Salomó I, nebot de l'anterior
- 870-897: Guifré el Pelós, comte de Barcelona, fill de Sunifred I
- 897-927: Miró II de Cerdanya, fill de l'anterior
- 927-968: Sunifred II de Cerdanya, fill de l'anterior
- 968-984: Miró III de Cerdanya, germà de l'anterior
- 968-988: Oliba Cabreta, germà de l'anterior
- 988-1035: Guifré II de Cerdanya, fill de l'anterior
- 1035-1068: Ramon I de Cerdanya, fill de l'anterior
- 1068-1095: Guillem I de Cerdanya, fill de l'anterior
- 1095-1109: Guillem II de Cerdanya, fill de l'anterior
- 1109-1118: Bernat I de Cerdanya, germà de l'anterior

comtat a Ramon Berenguer III de Barcelona, cosí germà de Bernat I; s'integra al comtat de Barcelona

## Comtes de Cerdanya del casal d'Aragó
instaurada pels fills de Ramon Berenguer IV i de Peronella d'Aragó
- 1162-1168: Pere I de Cerdanya
- 1168-1223: Sanç I
- 1223-1241: Nunó I, fill de l'anterior

comtat a Jaume I el Conqueridor, nebot segon de Nunó I

## Reis de Mallorca, Comtes de Rosselló i Cerdanya
- 1276-1285: Jaume II de Mallorca, fill de Jaume I el Conqueridor, primer període.

 el 1285 perd el Regne de Mallorca a favor d'Alfons el Franc, el seu nebot, però li serà retornat el 1295
- 1295-1311: Jaume II de Mallorca, segon període
- 1311-1324: Sanç I de Mallorca, fill de l'anterior
- 1324-1349: Jaume III de Mallorca, nebot de l'anterior
- 1349-1375: Jaume IV de Mallorca, fill de l'anterior
- 1375-1403: Elisabet de Mallorca, germana de l'anterior, reina titular

el Regne de Mallorca, el comtat de Rosselló i el comtat de Cerdanya incorporats a la Corona d'Aragó per Pere III el Cerimoniós